# 波茲亞

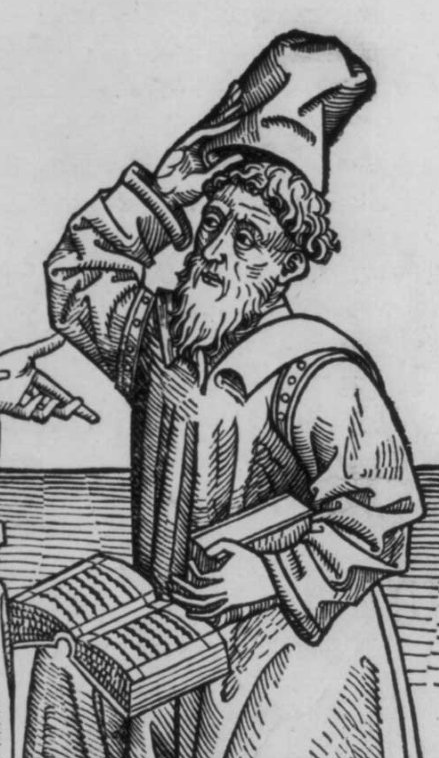
波茲亞

波茲亞是萨珊王朝皇帝霍斯劳一世統治时期的一位波斯医生。   他將用梵语寫成的五卷书翻译成巴中古波斯语。波茲亞對宗教持有懷疑態度，後來他又支持苦修主義。